# Association mauricienne de Badminton
Die Association mauricienne de Badminton (AMB) ist die oberste nationale administrative Organisation in der Sportart Badminton in Mauritius. Der Verband wurde im Januar 1967 gegründet.

## Geschichte
Kurz nach seiner Gründung wurde der Verband im Mai 1967 Mitglied in der Badminton World Federation, damals als International Badminton Federation bekannt. 1977 fungierte man als Gründungsmitglied im kontinentalen Dachverband African Badminton Confederation. 1966 wurden erstmals nationale Meisterschaften und internationale Titelkämpfe ausgetragen.

## Bedeutende Persönlichkeiten
- A. Hamid A. Moollan, ehemaliger Präsident
- Raj Gaya, Präsident

## Bedeutende Veranstaltungen, Turniere und Ligen
- Mauritius International
- Rose Hill International
- Nationale Meisterschaft
- Mannschaftsmeisterschaft